# زلتان لاتینوویچ
زلتان لاتینوویچ (مجاری: Zoltán Latinovits؛ ۹ سپتامبر ۱۹۳۱ – ۴ ژوئن ۱۹۷۶) بازیگر اهل مجارستان بود.
از فیلم‌ها یا برنامه‌های تلویزیونی که وی در آن نقش داشته‌است، می‌توان به سندباد، کانتات و نسل گمشده اشاره کرد.